# Athyrma simplex
Athyrma simplex là một loài bướm đêm trong họ Erebidae.